# إلك بينديك
إلك بينديك هو صحفي وكاتب للأطفال وكاتب وسياسي مجري، ولد في 30 سبتمبر 1859 في Bățanii Mici ‏ في رومانيا، وتوفي بنفس المكان في 17 أغسطس 1929. نشط حزبياً في Liberal Party (Hungary) ‏. وقد انتخب عضو الجمعية الوطنية المجرية ‏ وقد انضم خلال فترته النيابية ‏ (1887 – 1892) للكتلة البرلمانية Liberal Party (Hungary) ‏.

## وصلات خارجية
- إلك بينديك على موقع ديسكوغز (الإنجليزية)